# 女性週間
女性週間（じょせいしゅうかん）とは、女性の自主性や地位向上を図るためにかつて設けられていた週間。毎年4月10日~4月16日。啓発活動等が集中的に実施された。

## 歴史
前身は、1949年（昭和24年）に労働省が制定した婦人週間である。これは、日本において女性が初めて参政権を行使した第22回衆議院議員総選挙の投票日（1946年（昭和21年）4月10日）を記念し、この日を起点とする一週間を「婦人週間」として制定したものである。平成期に入り「婦人」を「女性」と言い換える動きが相次いだことから、1998年（平成10年）に実施50周年を機に「女性週間」に改称した。
毎年テーマが選ばれ、各地で講演会、シンポジウムなどの啓蒙活動が行われた。初期のテーマは、女性の意識向上・能力向上が中心であったが、1975年（昭和50年）の国際婦人年およびそれに続く国連婦人の10年の前半期には「男女平等と婦人の社会参加をすすめる」が、後半期には「あらゆる分野への男女の共同参加」がテーマとなった。
1999年（平成11年）に男女共同参画社会基本法が制定されたことを受け、「女性週間」は2000年（平成12年）を最後に終了した。後身は同法等に基づき2001年（平成13年）より開始された男女共同参画週間（毎年6月23日~6月29日）である。また、2000年代以降に女性に特化した週間としては、女性の健康づくりを国民運動として展開するために2007年（平成19年）に厚生労働省が定めた「女性の健康週間」（毎年3月1日~3月8日）がある。